# George Burrell Woodin
George Burrell Woodin (* 28. Juli 1934 in Utica, New York; † 30. November 2002 in Charlotte, North Carolina) war ein US-amerikanischer Wrestler, der unter seinen Pseudonymen „Mr. Wrestling“ und „Tim Woods“ bekannt wurde.

## Wrestlingkarriere
Woodin begann im Alter von 29 Jahren unter dem Namen „Tim Woods“ zu wrestlen. Ihm wurde der Spitzname „Mr. Wrestling“ von Joe Dusek, einem Promoter aus Nebraska verliehen. Zusammen mit einer weißen Maske und einer weißen Ringhose kreierte  er daraus sein Gimmick. Woods wurde ein Superstar in den Territorien von Georgia, Florida, Texas und bei Mid-Atlantic Championship Wrestling. Er wrestlete auch für die Worldwide Wrestling Federation (WWWF), meist als Opener. Je nach Territorium trat er mit als Mr. Wrestling oder ohne Maske als Tim Woods auf.
Woodin stürzte 1975 zusammen mit dem Piloten Joseph Michael Farkas, den Wrestlern Johnny Valentine, Bob Bruggers, Ric Flair und Ringsprecher David Crockett ab. Der Pilot starb kurz darauf im Krankenhaus, alle Wrestler erlitten schwere Verletzungen. Da Woodin als einziges Face mit vielen Heels zum nächsten Auftritt flog, gab er im Krankenhaus seinen bürgerlichen Namen an und behauptete ein Promoter zu sein, um den Showaspekt des Wrestlings nicht zu gefährden. Der Charlotte Observer nannte seinen Geburtsnamen in einer Liste mit den Opfern des Flugzeugabsturzes. Doch es gab dennoch einige Gerüchte, dass er an Bord gewesen sei. Woodin wrestlete in den nächsten Wochen mit gebrochenen Rippen und unter starken Schmerzen um Mid-Atlantic Championship Wrestling nicht in seiner Glaubwürdigkeit zu beeinträchtigen. Ric Flair nannte ihn später in seiner Autobiographie To Be the Man, den Mann, der nicht nur „Mr. Wrestling“ hieß, sondern auch der Mann sei, der die Promotion, und damit vielleicht das gesamte Wrestling, gerettet habe.
Woodin hatte sein letztes Match am 17. September 1983 als Teil eines Tag Teams mit Mr. Wrestling II gegen die Road Warriors.

## Tod
Am 30. November 2002 starb Woodin an den Folgen eines Herzinfarkts zu Hause in Charlotte, North Carolina, im Alter von 68 Jahren.

## Privatleben
Tim Woodin studierte Landwirtschaft an der Cornell University und Maschinenbau an der Michigan State University. Beide Studienfächer schloss er mit Diplom ab. Während seiner Studienzeit war er außerdem Ringer und gewann den AAU National Championship (1955, 1957) und das Big Ten Conference Championship (1958, 1959) je zweimal.

## Wrestlingtitel und Ehrungen
- Championship Wrestling from Florida
  - NWA Florida Heavyweight Championship (1×)
  - NWA Florida Tag Team Championship (2×) mit Hiro Matsuda (1×) und Big Bad John (1×)
  - NWA Florida Television Championship (1×)
  - NWA Southern Heavyweight Championship (Florida version) (4×)
- Mid-Atlantic Championship Wrestling
  - NWA Mid-Atlantic Tag Team Championship (1×) – mit Dino Bravo
  - NWA Mid-Atlantic Television Championship (1×)
  - NWA United States Heavyweight Championship (Mid-Atlantic version) (1×)
  - NWA World Tag Team Championship (Mid-Atlantic version) (1×) – mit Dino Bravo
- Mid-South Sports/Georgia Championship Wrestling
  - NWA Georgia Heavyweight Championship (2×)
  - NWA Georgia Tag Team Championship  (4×) – mit Mr. Wrestling II (3×) und Thunderbolt Patterson (1×)
  - NWA Macon Tag Team Championship (2×) – mit Mr. Wrestling II
- NWA Big Time Wrestling
  - NWA American Tag Team Championship (1×) – mit George Scott
- NWA Hollywood Wrestling
  - NWA Americas Tag Team Championship (2×) – mit Pak Song (1×) und Dr. Death (1×)
- NWA Mid-America
  - NWA Southern Heavyweight Championship (Memphis version) (1×)
- Cauliflower Alley Club
  - „Other honoree“ (2002)
- Pro Wrestling Illustrated
  - Das Pro Wrestling Illustrated platzierte ihn 2003 auf einer Liste der besten Einzelwrestler auf Platz #394